# Ludmiła Błotnicka
Ludmiła Jadwiga Błotnicka (ur. 26 grudnia 1907 w Zarzeczu koło Przeworska, zm. 21 lutego 1981 w Perth) – polska pisarka. 

## Życiorys
Najmłodsza z trójki dzieci Jadwigi i Mieczysława Baranowskich. 
W 1927 r. podjęła studia w Akademii Medycyny Weterynaryjnej we Lwowie. Na czwartym roku przeniosła się na Uniwersytet Warszawski. W 1933 r. uzyskała dyplom i tytuł lekarza weterynarii i podjęła praktykę w Państwowej Weterynaryjnej Pracowni Rozpoznawczej we Lwowie.
W 1935 r. przyjęła propozycję Instytutu Badawczego Naczelnej Dyrekcji Lasów Państwowych w Warszawie i w marcu została lekarzem białowieskich żubrów. W Białowieży poznała inż. leśnika Władysława Stefana Doliwę-Błotnickiego, którego poślubiła w 1935 r.
Opuścili Polskę krótko po wybuchu wojny, aby już do niej nie powrócić. Znaleźli się na Bliskim Wschodzie, gdzie związali się z placówką wydawniczą Ministerstwa Wyznań Religijnych i Oświecenia Publicznego. Dodatkowy zarobek przynosiło im pisanie podań i przepisywanie na maszynie, akwizytorstwo ogłoszeń do polskich pism – firm żydowskich i arabskich, jak i wykłady Władysława z zakresu leśnictwa na kursach zawodowych.
Oboje pisali do prasy. Teksty Ludmiły ukazały się m.in. w Ku Wolnej Polsce i Gazecie Polskiej, w dwutygodniku polityczno-literackim W Drodze i w magazynie powieściowym Braterstwo broni. Jej opowiadania: Czarna ziemia i Strzelec-filozof zamieszczono w wyborze literatury wojennej Naród w walce pod red. Łukasza Kurdybachy. Do antologii Bohaterska Warszawa wydanej w Tel Awiwie włączono jej wiersz pt. Kobietom Warszawy.
W 1948 r. – po wybuchu wojny żydowsko-arabskiej – wyjechali do Libanu. W Bejrucie Władysław włączył się w prace naukowo-badawcze Instytutu Polskiego, których wyniki referowano w Tece Bejruckiej. Na jej łamach ukazały się jego Polonica bibliograficzne indyjskie: z lat 1942-1948 i szkic monograficzny Beduini Południowej Palestyny. Trudno jest natomiast cokolwiek powiedzieć na temat aktywności Ludmiły w tym okresie. W 1950 r. przybyli do Australii, gdzie Ludmiła bez większego szczęścia zaczęła ubiegać się o pracę m.in. w ZOO w South Perth. Musiała zadowolić się myciem probówek w laboratorium. W 1951 r. zadebiutowała w australijskim tygodniku The Western Mail opowiadaniem Catherine. Antypody stały się tematem cyklu jej artykułów do monachijskiego Słowa Katolickiego, które napisała na prośbę rektora Polskiej Misji Katolickiej w Australii, ks. Witolda Dzięcioła, a przed wizytą w 1958 r. arcybiskupa Józefa Gawliny na piątym kontynencie.
Trudności – niemożność nostryfikowania dyplomu i znalezienia odpowiedniej pracy – odbiły się jej zdrowiu psychicznym. Opuszczona po śmierci męża przez prawie wszystkich przyjaciół, gasła. Zmarła 21 II 1981 r. Pochowana została na cmentarzu Karrakatta, usytuowanym na przedmieściach Perth.

## Publikacje
- Przez zielona granicę, Toruń 2007;